# Diénes Jenő
Diénes Jenő, ikafalvi (írói neve Jenő bácsi) (Kézdivásárhely, 1876. augusztus 6. – Kézdivásárhely, 1946. június 8.) magyar jogász, magyar ifjúsági és művelődéstörténeti író, tájképfestő és rézkarcoló. Diénes Ödön öccse, Diénes Zsombor apja.

## Életútja
Nagyenyeden érettségizett, Budapesten iparművészeti tanulmányokat folytatott, Kolozsvárt szerzett jogi doktorátust, Kézdivásárhelyen ügyvédi irodát nyitott. 1903-ban a Székely Újság c. hetilap egyik megalapítója, az első világháború alatt szerkesztője. A KZST tagja.
Meséit, elbeszéléseit a Cimbora, Keleti Újság, Székelyföld, Zord Idő, Pásztortűz közölte, Magduska meséskönyve c. munkája két kiadást ért meg (Kézdivásárhely 1921, 1922), a Brassói Lapok Gyermekvilág c. melléklete 31 folytatásban hozta Buksi viselt dolgai c. gyermektörténeteit.
Művelődéstörténeti értékű Nagyenyedi diákélet a 19. század végén (Kolozsvár, 1924) c. munkája. Az EME 1933. évi sepsiszentgyörgyi vándorgyűlésének előadójaként a magyar-lengyel kapcsolatok hagyományairól értekezett, 1943-ban A kézdivásárhelyi múzeum első húsz éve c. alatt adott ki tájékoztatót a vezetése alatt álló intézmény munkásságáról. Impresszionista tájfestményei, rézkarcai népszerűek voltak, egy képe a Székely Nemzeti Múzeum (korabeli neve Sepsiszentgyörgyi Megyei Múzeum) gyűjteményébe került.